# Adolf Stender-Petersen
Adolf Stender-Petersen (* 21. Juli 1893 in Sankt Petersburg; † 16. April 1963 in Aarhus) war ein deutsch-dänischer Slawist russischer Herkunft.

## Leben
Stender-Petersen besuchte in seiner Geburtsstadt Sankt Petersburg die deutsche St.-Petri-Schule und von 1912 bis 1915 die Petersburger Universität. 1915 ging er nach Dänemark, wo er bei Holger Pedersen studierte. 1919 schloss er das Studium mit dem Magister Artium in slawischer Philologie ab. Von 1916 bis 1918 war er Assistent der Königlichen Bibliothek zu Kopenhagen.
Seine Dissertation über Franciszek Bohomolec beendete er 1923. Von 1918 bis 1926 war er Lektor für slawische Sprachen an der Universität Göteborg, von 1927 bis 1931 Professor für Slawistik in Dorpat. 1931 kehrte er nach Dänemark zurück, um an der Universität Aarhus als Privatdozent zu lehren. 1932 wurde er dort Lektor, 1935 Dozent und 1941 Professor. Von 1945 bis 1947 war er Rektor dieser Universität. In den Jahren 1949/1950 dozierte er an der Columbia University in New York. 1933 wurde von der Polnischen Wissenschaftlichen Akademie zum Mitglied gewählt, seit 1943 gehörte der Dänischen Wissenschaftlichen Gesellschaft an.

## Veröffentlichungen
- Die Schulkomödien des Paters Franciszek Bohomolec S.J.: ein literarhistorischer Beitrag zur Kenntnis der Anfänge der modernen polnischen Komödie. Winter, 1923, 430 Seiten
- Slavisch-germanische Lehnwortkunde: eine Studie über die ältesten germanischen Lehnwörter im Slavischen in sprach- und kulturgeschichtlicher Beleuchtung, Band 31, Ausgabe 4. Elanders boktr., 1927, 572 Seiten
- Die Varägersage als Quelle der Altrussischen Chronik. Universitetsforlaget, 1934, 256 Seiten.
- Geschichte der russischen Literatur. C.H.Beck, 1993, 623 Seiten.